# Transracialidad

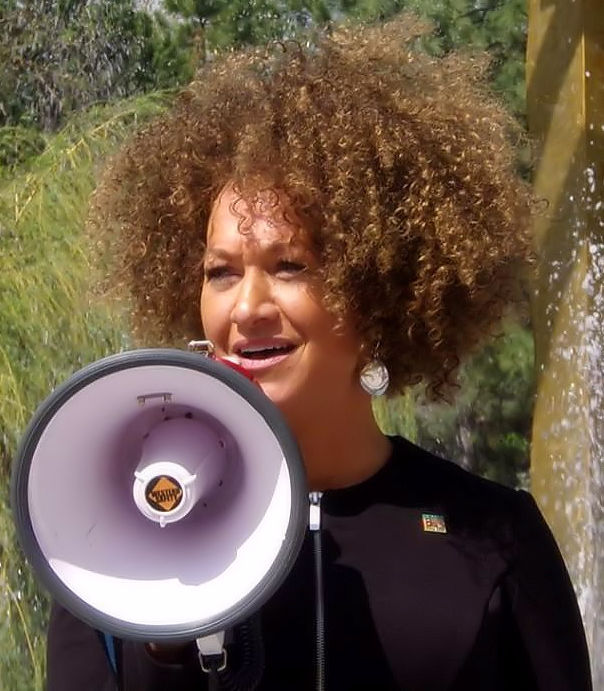
Rachel Dolezal, una mujer que nació blanca pero que se identifica como afroamericana.

Transracialidad y transracialismo son términos recientes que se usan para designar a los individuos cuya identidad racial o expresión racial difiere de aquella de su nacimiento.
Uno de los factores que pueden contribuir al rechazo de la identidad y el fenotipo físico puede deberse a que los transraciales hayan crecido en un entorno sociocultural predominante distinto al suyo, en el cual ellos se sienten más aceptados, identifican mejor y/o asimilan como propio (véase asimilación cultural). A menudo los transraciales han sido considerados como análogos a las personas transgénero, y se les acusa de apropiación cultural. Un ejemplo prominente conocido de una persona transracial es Rachel  Dolezal, expresidenta de la Asociación Nacional para el Avance de las Personas de Color (NAACP), quien es una mujer blanca pero vive y se identifica como una mujer afroamericana. 
Los argumentos para apoyar el transgénero podrían aplicarse igualmente al transracialismo. Sin embargo, la reacción frente a Dolzal indicaron una percepción social generalizada de que no es posible ni aceptable cambiar la propia etnia de la forma en que podría ser cambiar el sexo. Su historia  desencadenó una  discusión sobre lo que significa ser negro y si, en la era de la creciente conciencia transgénero, es posible cambiar tu raza o etnia. Ella sostuvo que desde los cinco años se identificaba con una mujer negra pero fue muy criticada por victimizarse y acusada de hacer blackface.
Martina Big, quien apareció en Maury en septiembre de 2017, es otra mujer blanca que se identifica como negra. Big recibió inyecciones de bronceado administradas por un médico para oscurecer su piel y cabello. Otro ejemplo de una persona transracial es Ja Du (originalmente al nacer Adam Wheeler) nacido como blanco, pero que ahora se considera un filipino. Du ha creado una página de Facebook para personas que se sienten transraciales.
En abril de 2017, la revista de filosofía Hypatia publicó un artículo académico que apoya el reconocimiento del transracialismo y establece paralelos entre los individuos "transraciales" y las personas transgénero. La publicación de este artículo ha causado considerable controversia. El tema también se exploró en Trans: Género y raza en una época de identidades inestables, un libro publicado en 2016 por el profesor de sociología de la Universidad de California, Los Ángeles, Rogers Brubaker, quien argumenta que el fenómeno, aunque un tanto 'ofensivo para muchos, es psicológicamente real para muchas personas a lo largo de la historia. Rogers Brubaker escribió sobre cómo la experiencia transgénero abre nuevas posibilidades para pensar en el género y la raza. Él sostiene que, de la misma manera que las identidades transgénero se han desplazado desde los márgenes a la corriente principal, parece ser que las fronteras etnorraciales también se han desdibujado. Brubaker subraya la maleabilidad, la contingencia y la arbitrariedad de las categorías raciales, que son mucho más imprecisas biológicamente que el sexo. Aunque el sexo tiene una base biológica mucho más profunda que la raza, elegir o cambiar el sexo o el género de uno es más ampliamente aceptado que elegir o cambiar la raza de uno.
El uso del término transracial para describir el cambio de identidad racial ha sido criticado por la comunidad de adopción transracial. El término transracial se ha usado históricamente en la comunidad adoptiva para describir a los padres que adoptan a un niño de una raza diferente. Los miembros de la comunidad adoptiva transracial afirman que el término transracial tiene un significado histórico específico relacionado con estas adopciones y afirma que es usurpado de una manera que es perjudicial para la comunidad adoptiva transracial. En junio de 2015, cerca de dos docenas de adoptados transraciales, padres y académicos publicaron una carta abierta condenando el uso del término "transracial" para describir a las mujeres blancas, asumiendo que los hitos culturales han identificado a las personas caucásicas como ''blancas'' y a las personas de color calificándolas como "negros", argumentando a éste un término erróneo, no histórico y peligroso.